# 杨和荣
杨和荣（1958年—），江西宜春人，汉族，中华人民共和国政治人物、第十二届全国人民代表大会广西地区代表。
毕业于西南农业大学农业经济管理专业。加入中国共产党。2013年，担任全国人大代表。